# Ptychomnion cygnisetum
Ptychomnion cygnisetum là một loài rêu trong họ Ptychomniaceae. Loài này được (Müll. Hal.) Kindb. mô tả khoa học đầu tiên năm 1888.